# 雕尾定蝦蛄
雕尾定蝦蛄（学名：Haptosquilla glyptocercus）为原蝦蛄科定蝦蛄屬下的一个种。